# 도쿄도 교통국 E5000형 전기 기관차
도쿄 도 교통국 E5000형 전기 기관차(일본어: 東京都交通局E5000形電気機関車)는 2005년에 등장한 도쿄 도 교통국(도에이 지하철)의 사업·입환용 전기 기관차이다.
일본의 지하철 사상 최초의 기관차이다.